# Вогні рампи
«Вогні рампи» (англ. Limelight) — художній фільм Чарлі Чапліна, лірична трагікомедія, що вийшла на екрани в 1952 році.
Після прийняття фільму «Місьє Верду» Чаплін почав задумуватися про те, що він втратив любов глядача. Він задумав зняти фільм про кінець кар'єри артиста — щось зовсім протилежне цинічному «Місьє Верду». Чаплін думав, що знімає свій останній фільм. Робота над фільмом почалася 12 листопада 1951. 19 листопада почалися знімання. Хоча дія фільму відбувається в Лондоні, фільм знімався в США, в основному в студії Чапліна. Прем'єра фільму відбулася 16 жовтня 1952 в Лондоні.
У 1953 році стрічка була номінована на «Оскар» у категорії «Найкращий оригінальний драматичний запис», але тільки через 20 років отримала цю нагороду, що є абсолютним рекордом.

## Сюжет
Дія фільму починається навесні 1914 року. Старий безробітний клоун Кальверо рятує від самогубства балерину Террі, яка вирішила отруїтися газом через те, що її паралізувало і вона більше не може танцювати. Кальверо викликає лікаря, який говорить, що нездужання Террі має нервовий характер і вона може відновитися. Кальверо починає доглядати за нею, ділиться з нею життєвим досвідом і заражає своїм оптимізмом. Зрештою Террі знову починає ходити, а потім і танцювати. Кальверо допомагає їй повернутися на сцену. Тим часом справи у старого клоуна йдуть все гірше — він отримує ангажемент в провінційній антрепризі, але публіка приймає його погано. У Кальверо починається важкий період, коли йому самому вже потрібна допомога, і тепер уже Террі допомагає йому не впасти духом остаточно.

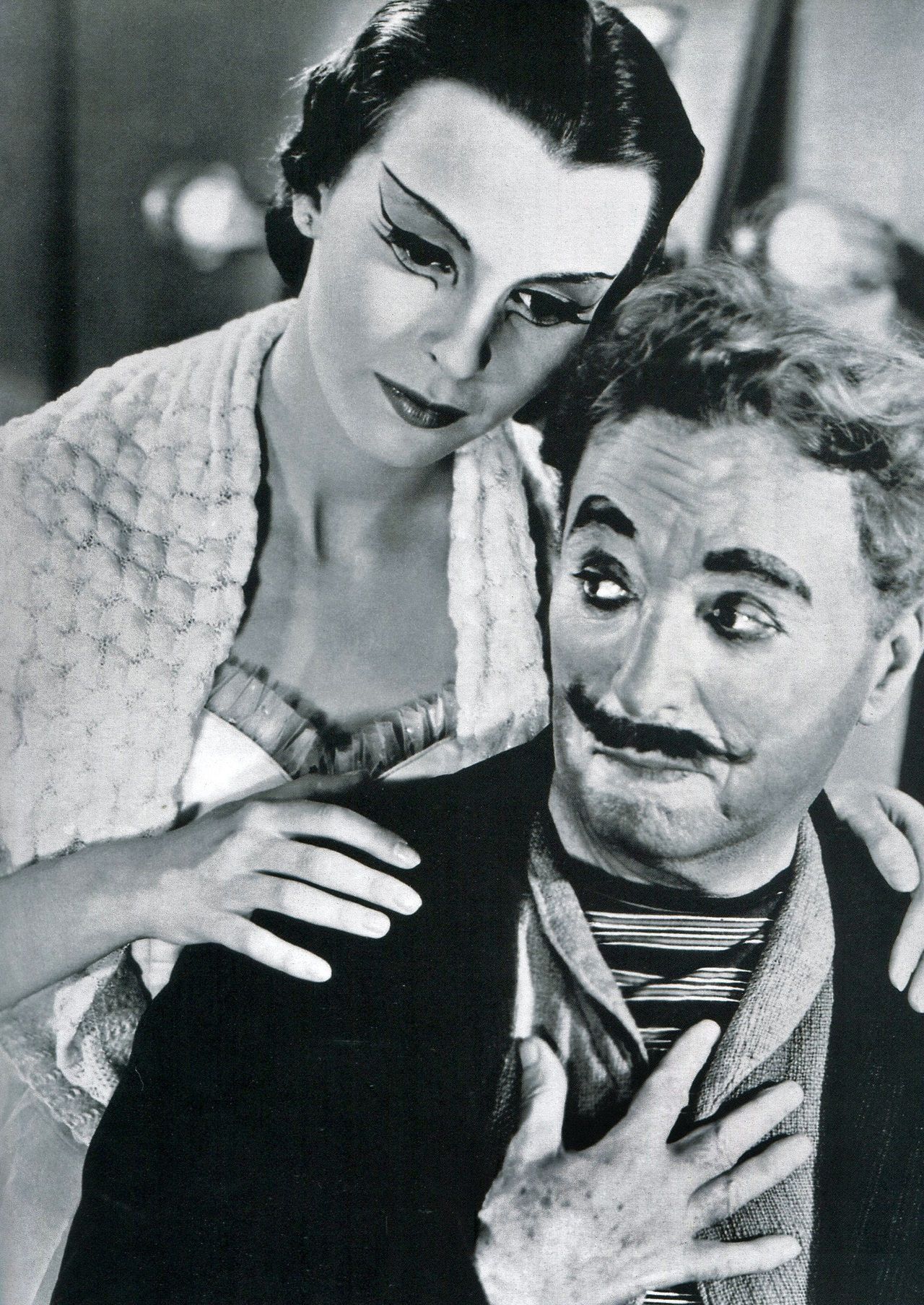
Чарлі Чаплін і Клер Блум

Террі закохується в Кальверо і хоче одружитися з ним. Старий клоун вважає це дурістю і примхою; щоб дати Террі одуматися, він іде з дому і заробляє на життя, граючи з вуличним оркестром біля ресторанів. Однак незабаром клоуна знаходять старі друзі, які дають йому роль у тому ж спектаклі, де головну роль виконує Террі. Балерина встигла познайомитися з молодим і дуже успішним композитором Невіллом, вони полюбили одне одного, і тепер у Кальверо немає приводу уникати зустрічей з нею.
Досвідчений театральний промоутер, який пам'ятає Кальверо в роки його популярності, влаштовують клоуну бенефіс. Кальверо виступає перед публікою зі своїми класичними номерами і одним новим — разом зі своїм старим другом. У фіналі номера Кальверо падає в оркестрову яму, в барабан. У цей момент у Кальверо відбувається інфаркт.
Починається номер Террі. Кальверо просить винести його в бічні куліси, щоб подивитися її танець, і вмирає на сцені.

## У ролях
- Чарлі Чаплін — Кальверо
- Клер Блум — Террі
- Найджел Брюс — Постант
- Бастер Кітон — партнер Кальверо
- Сідней Ерл Чаплін — Невілл
- Норман Ллойд — Бодалінк
- Андре Еглевский — танцюрист
- Мелісса Хейден — балерина
- Марджорі Беннетт — місіс Олсоп

## Нагороди
1953 — премія BAFTA найбільш перспективний новому виконавцю (Клер Блум)
1953 — номінація на премію BAFTA за найкращий фільм
1953 — премія «Срібна стрічка» Італійського національного синдикату кіножурналістів за найкращий закордонний фільм
1973 — премія «Оскар» за найкращий оригінальний драматичний запис (Чарльз Чаплін, Рей Раш, Ларрі Расселл)

## Цікаві факти
- Фільм заборонили до показу в США до 1972 року.
- «Вогні рампи» багато в чому автобіографічна стрічка Чапліна. Чаплін показує дні своєї молодості, коли він працював артистом мюзик-холу в Лондоні та жив у пансіонах. Батько Чапліна, так само як Кальверо, був алкоголіком і помер у віці 37 років. Але прототипом Кальверо став комік Френк Тінней, а не батько Чапліна.
- У фільмі Чаплін зняв практично всіх своїх родичів. Син Сідней Чаплін знявся в ролі музиканта Невілла. Інший син — Чарльз Чаплін (молодший) знявся в ролі поліціянта. Діти — Джеральдіна Чаплін, Майкл і Жозефіна Чаплін — у ролі дітей на вулиці. Отримали ролі навіть зведений брат Уілер Драйден (роль лікаря) і дружина Уна О'Нілл.